# J-League de 2002
A J-League de 2002 foi a 10º edição da liga de futebol japonesa profissional J-League. Foi iniciada em março e com término em novembro de 2002.
O campeonato teve 16 clubes. O Júbilo Iwata foi o campeão, sendo o vice Yokohama F. Marinos.

## Classificação final
| Pos | Clube                  | J  | V/OT | D | E  | GM | GS | SG  | Pts |
| --- | ---------------------- | -- | ---- | - | -- | -- | -- | --- | --- |
| 1   | Jubilo Iwata           | 30 | 18/8 | 1 | 3  | 72 | 30 | 42  | 71  |
| 2   | Yokohama F. Marinos    | 30 | 13/6 | 4 | 7  | 44 | 27 | 17  | 55  |
| 3   | Gamba Osaka            | 30 | 15/4 | 1 | 10 | 59 | 32 | 27  | 54  |
| 4   | Kashima Antlers (C)    | 30 | 17/1 | 0 | 12 | 46 | 39 | 7   | 53  |
| 5   | Kyoto Purple Sanga (P) | 30 | 11/6 | 1 | 12 | 44 | 42 | 2   | 46  |
| 6   | Nagoya Grampus Eight   | 30 | 14/1 | 1 | 14 | 49 | 41 | 8   | 45  |
| 7   | JEF United Ichihara    | 30 | 12/1 | 3 | 14 | 38 | 42 | -4  | 41  |
| 8   | Shimizu S-Pulse (CW)   | 30 | 10/4 | 3 | 13 | 33 | 43 | -10 | 41  |
| 9   | FC Tokyo               | 30 | 11/2 | 2 | 15 | 43 | 46 | -3  | 39  |
| 10  | Tokyo Verdy 1969       | 30 | 8/5  | 3 | 14 | 41 | 43 | -2  | 37  |
| 11  | Urawa Red Diamonds     | 30 | 7/6  | 2 | 15 | 41 | 38 | 3   | 35  |
| 12  | Kashiwa Reysol         | 30 | 9/1  | 3 | 17 | 38 | 48 | -10 | 32  |
| 13  | Vegalta Sendai (P)     | 30 | 9/2  | 1 | 18 | 40 | 57 | -17 | 32  |
| 14  | Vissel Kobe            | 30 | 8/2  | 3 | 17 | 33 | 44 | -11 | 31  |
| 15  | Sanfrecce Hiroshima    | 30 | 7/1  | 3 | 19 | 32 | 47 | -15 | 26  |
| 16  | Consadole Sapporo      | 30 | 4/1  | 1 | 24 | 30 | 64 | -34 | 15  |

| Legend |                                                                                    |
|        | Campeão e classificado para a AFC Champions League *                               |
|        | Rebaixado para a J. League 2                                                       |
|        | Vencedor da Copa do Imperador e Qualificado para a AFC Champions League 2003-04 ** |
| (C)    | Campeão d J. League 1                                                              |
| (CW)   | Vencedor da Copa do Imperador de 2001                                              |
| (P)    | Promovidos da J. League 2                                                          |

* AFC Champions League 2003-04 não foi reaiizada, portanto o Jubilo later qualificou para a edição posterior.

** AFC Champions League 2003-04 não foi reaiizada, portanto o Kyoto Sanga qualificou para a edição 2004-2005. But Sanga mas ele foi rebaixado para a J-league 2 em 2003, então sua vaga foi retirada.

## Artilheiros
| Pos | Jogador          | Clube                | Gols | Pen. | GP | Tiros | Gols Por jogo |
| --- | ---------------- | -------------------- | ---- | ---- | -- | ----- | ------------- |
| 1º  | Naohiro Takahara | Jubilo Iwata         | 26   | 2/2  | 27 | 79    | 1.04          |
| 2º  | Magrão           | Gamba Osaka          | 22   | 5/5  | 29 | 81    | 0.73          |
| 3º  | Ueslei           | Nagoya Grampus Eight | 20   | 2/2  | 27 | 115   | 0.76          |
| 4º  | Marcos           | Vegalta Sendai       | 18   | 2/2  | 24 | 79    | 0.72          |
| 5º  | Masashi Nakayama | Jubilo Iwata         | 16   | 1/1  | 29 | 79    | 0.54          |
|     | Edmundo          | Tokyo Verdy 1969     | 16   | 5/5  | 26 | 110   | 0.57          |
|     | Choi Yong-Soo    | JEF United Ichihara  | 16   | 7/8  | 23 | 74    | 0.68          |
| 8º  | Emerson          | Urawa Red Diamonds   | 15   | 1/1  | 24 | 118   | 0.61          |
|     | Amaral           | FC Tokyo             | 15   | 4/4  | 29 | 72    | 0.54          |
| 10º | Will             | Yokohama F. Marinos  | 14   | 2/2  | 24 | 97    | 0.55          |